# Patrick Petre
Patrick-Mihai Petre (n. 9 mai 1997, București, România) este un fotbalist român, care joacă pe post de mijlocaș la Ceahlăul în Liga a II-a. Pe plan internațional, are prezențe la națională pentru România Sub-17 și România Sub-19.
Este fiul fostului căpitan dinamovist, Florentin Petre.

## Cariera fotbalistică

### Primii pași
Patrick Petre a început fotbalul la vârsta de 6 ani, atunci când tatăl său l-a înscris la Centrul de Copii și Juniori al clubului Dinamo București.
Începutul lui 2014 avea să marcheze trecerea tânărului Patrick de la nivelul de juniori la cel de seniori, precum și debutul acestuia în „fotbalul mare”. Pe 12 februarie 2014, la 16 ani, Petre debutează pentru echipa a doua a clubului Dinamo, într-un amical împotriva echipei CS Tunari. Din postura de mijlocaș dreapta, jucătorul reușește o dublă care contribuie la victoria dinamoviștilor cu 2-1. Trei zile mai târziu, Patrick este convocat pentru prima dată la echipa mare de către antrenorul Flavius Stoican, pentru un meci amical împotriva fotbaliștilor de la Progresul Cernica. Jucătorul este introdus în minutul 77 în locul lui Dorin Rotariu. După câteva minute, schimbarea căpitanului de atunci, Dragoș Grigore, consemnează predarea banderolei către tânărul debutant, într-un gest simbolic.
În vara aceluiași an, Petre reușește cucerirea titlului de campion național cu Juniorii B ai lui Dinamo, ceea ce avea să anunțe finalul perioadei sale de juniorat. Într-un meci disputat pe 14 iunie împotriva juniorilor CSU Craiova, dinamovistul este desemnat omul meciului și bifează astfel ultima sa partidă ca junior al lui Dinamo. Cinci zile mai târziu, clubul Dinamo decide să îi ofere tânărului de 17 ani primul său contract de jucător profesionist, pe o perioadă inițială de doi ani.
Peste câteva luni, Patrick debutează și într-un meci oficial, pentru echipa mare, chiar împotriva marii rivale Steaua. În derby-ul disputat pe 31 octombrie 2014, antrenorul de atunci, Flavius Stoican, decide să îl introducă pe teren pe fotbalist în minutul 88 al partidei din deplasare. Acesta îi ia locul lui Valentin Lazăr, la scorul de 3-0 pentru Steaua, bifând astfel primele minute oficiale în tricoul echipei mari. Având 17 ani, 5 luni și 22 de zile, Petre reușește un debut mai rapid decât tatăl său, care a debutat în 1994 la vârsta de 18 ani.
La o săptămână de la acest eveniment, Petre bifează și primul său gol în Liga I, într-un meci de acasă împotriva echipei Viitorul. În minutul 88 al partidei, la scorul de 3-1 pentru oaspeți, Patrick primește o pasă în careu și reușește un șut din întoarcere, sub bară. Golul este catalogat de mulți comentatori drept o primă reușită superbă.

## Legături externe
- Profil pe Transfermarkt
- Profil pe Soccerway
- Profil pe site-ul UEFA